# Устойчивый крахмал
Устойчивый крахмал (также резистентный крахмал или неперевариваемый крахмал) — крахмал, который не расщепляют ферменты поджелудочной железы. Он обрабатывается бактериями толстого кишечника.  Механизм работы устойчивого крахмала похож на принцип работы пищевых волокон, которые тоже не перевариваются малой кишкой и становятся полезной питательной средой для бактерий большого кишечника и укрепляют метаболизм.
В тонком кишечнике устойчивый крахмал не обрабатывается, в результате не выделяется глюкоза.
В толстом кишечнике бактерии обрабатывают некоторые разновидности устойчивого крахмала и создают короткоцепочечные жировые кислоты, такие как масляную кислоту, пропионовую кислоту и ацетаты. Также растёт масса бактерий. Эти короткоцепочечные жирные кислоты поддаются последующей обработке эпителием, печенью и другими тканями. Обработка устойчивого крахмала производит гораздо больше масляных кислот, чем обработка других типов волокна.
Медленная переработка устойчивого крахмала в кишечнике не вызывает гипергликемии (увеличения концентрации глюкозы в крови, что особенно важно для больных сахарным диабетом), образует органические кислоты — основной источник энергии эпителия толстого кишечника, поддерживает иммунитет кишечного тракта, противовоспалительную защиту организма и другое.
Типы устойчивого крахмала:
- Тип 1. Встречается в зерновых, семенах и бобовых. Прочно связан с клетчаткой.
- Тип 2. Содержится в сырой картошке и зелёных неспелых бананах и сырой кукурузе.
- Тип 3. Содержится в некоторых приготовленных и охлажденных углеводистых продуктах, например, картошке и рисе -- после их охлаждения часть крахмала становится менее растворима и более устойчива к перевариванию.
- Тип 4. Не встречается в натуральной еде.

Рекомендуется поглощать 45г устойчивого крахмала в сутки — больше, чем норма потребления волокна (25-38г).
Европейская комиссия поддержала исследование, которое привело к определению понятия "устойчивый крахмал".
Другие две разновидности крахмала — быстроперевариваемый, медленно перевариваемый.